# 영천시 (선거구)
영천시는 대한민국의 옛 국회의원 선거구이다. 당시 경상북도 영천시 지역을 관할했다.

## 역사
1995년 1월, 영천시와 영천군이 통합되면서 통합 영천시가 출범했다. 이에 제15대 국회의원 선거를 앞두고 영천시·영천군 선거구가 영천시 선거구로 개편되었다.
제20대 국회의원 선거를 앞두고 선거구 개편이 이루어짐에 따라 청도군을 편입해 영천시·청도군 선거구를 이루게 되면서 폐지되었다.

## 역대 국회의원
| 선거   | 정당 | 정당     | 의원   |
| ------ | ---- | -------- | ------ |
| 1996년 |      | 신한국당 | 박헌기 |
| 2000년 |      | 한나라당 | 박헌기 |
| 2004년 |      | 한나라당 | 이덕모 |
| 2005년 |      | 한나라당 | 정희수 |
| 2008년 |      | 한나라당 | 정희수 |
| 2012년 |      | 새누리당 | 정희수 |

## 역대 선거 결과

### 대한민국 제15대 국회의원 선거
|  | 37.42% |

|  | 23.68% |

|  | 20.49% |

|  | 9.21% |

|  | 4.92% |

|  | 2.38% |

|  | 1.87% |

### 대한민국 제16대 국회의원 선거
|  | 58.17% |

|  | 35.99% |

|  | 3.66% |

|  | 2.16% |

### 대한민국 제17대 국회의원 선거
|  | 42.73% |

|  | 28.39% |

|  | 15.77% |

|  | 11.88% |

|  | 1.21% |

### 2005년 대한민국 재보궐선거
|  | 51.3% |

|  | 48.7% |

### 대한민국 제18대 국회의원 선거
|  | 81.99% |

|  | 9.72% |

|  | 8.28% |

### 대한민국 제19대 국회의원 선거
|  | 45.52% |

|  | 34.66% |

|  | 12.85% |

|  | 6.95% |